# Йерро, Хосе
Хосе Йерро дель Реаль (исп. José Hierro del Real; 3 апреля 1922, Мадрид — 21 декабря 2002, там же) — испанский поэт «поколения пятидесятых годов».

## Биография
Сын телеграфиста. Вырос в Сантандере, куда в 1924 году переехала вся семья. Учился на механика в Промышленной школе, учёбу прервала Гражданская война. Впервые опубликовал несколько стихотворений в 1937. В том же году его отец оказался в тюрьме, где в 1939 году умер. Сам Хосе был несколько раз арестован в 1939 году, в конце концов осуждён на 12 лет «за организацию помощи политическим заключенным», пробыл в тюрьме до 1944 года.
Выйдя на свободу, поселился в Валенсии, где жил до 1946 года, сменил несколько специальностей и мест работы и написал книгу стихов «Земля без нас», ставшую дебютной (опубл. 1947). Другая его книга «Радость» в том же 1947 году получила премию Адонаис. В 1951 году книга избранных стихотворений Йерро вышла на французском языке. Жил в Мадриде, работал в издательствах, редактировал литературный журнал. Йерро никогда не работал дома — писал только в кафе.
В 2000 году пережил инфаркт, осложнившийся эмфиземой легких: он был заядлым курильщиком.

## Творчество
Йерро не раз выступал в печати вместе с представителями социальной поэзии (Блас де Отеро, Габриэль Селайя), но никогда не был ангажированным автором: его поэзия — это поэзия экзистенциального свидетельства. Его сборники «Книга галлюцинаций» (1964) и «Нью-Йоркская тетрадь» (1998) относятся критикой к числу крупнейших памятников испанской лирики XX в.
Несколько стихотворений Йерро были опубликованы на русском языке в журнале «Иностранная литература» (1964, № 12) в переводе Юнны Мориц.

## Произведения
- Tierra sin nosotros (1947)
- Alegría (1947, Premio Adonáis)
- Con las piedras, con el viento (1950)
- Quinta del 42 (1952)
- Estatuas yacentes (1955)
- Cuanto sé de mí (1957, Premio de la Crítica).
- Libro de las alucinaciones (1964, Premio de la Crítica)
- Problemas del análisis del lenguaje moral (1970)
- Quince días de vacaciones (1984, проза)
- Reflexiones sobre mi poesía (1984, эссе)
- Agenda (1991)
- Emblemas neurorradiológicos (1995)
- Sonetos (1995, переизд. 1999)
- Cuaderno de Nueva York (1998, Premio Nacional de Literatura).
- Guardados en la sombra (2002)

## Признание
Литературная премия принца Астурийского (1981). Премия королевы Софии по ибероамериканской поэзии (1995). Премия «Мигель де Сервантес» (1998). Европейская литературная премия Аристейон (1999) и другие награды. Почётный доктор Международного университета Менендеса Пелайо (1995), Туринского университета (2000). Член Испанской Королевской Академии (1999).
Памятники писателю поставлены в Сантандере, г. Сан-Себастиан-де-лос-Рейес и Кабесон-де-ла-Саль. Народному университету Мадрида присвоено имя Хосе Йерро, университетом учреждена Национальная поэтическая премия имени поэта. Он назван приёмным сыном Кантабрии.